# Hornera curva
Hornera curva är en mossdjursart som beskrevs av William MacGillivray 1895. Hornera curva ingår i släktet Hornera och familjen Horneridae. Inga underarter finns listade i Catalogue of Life.